# Christian Krieger

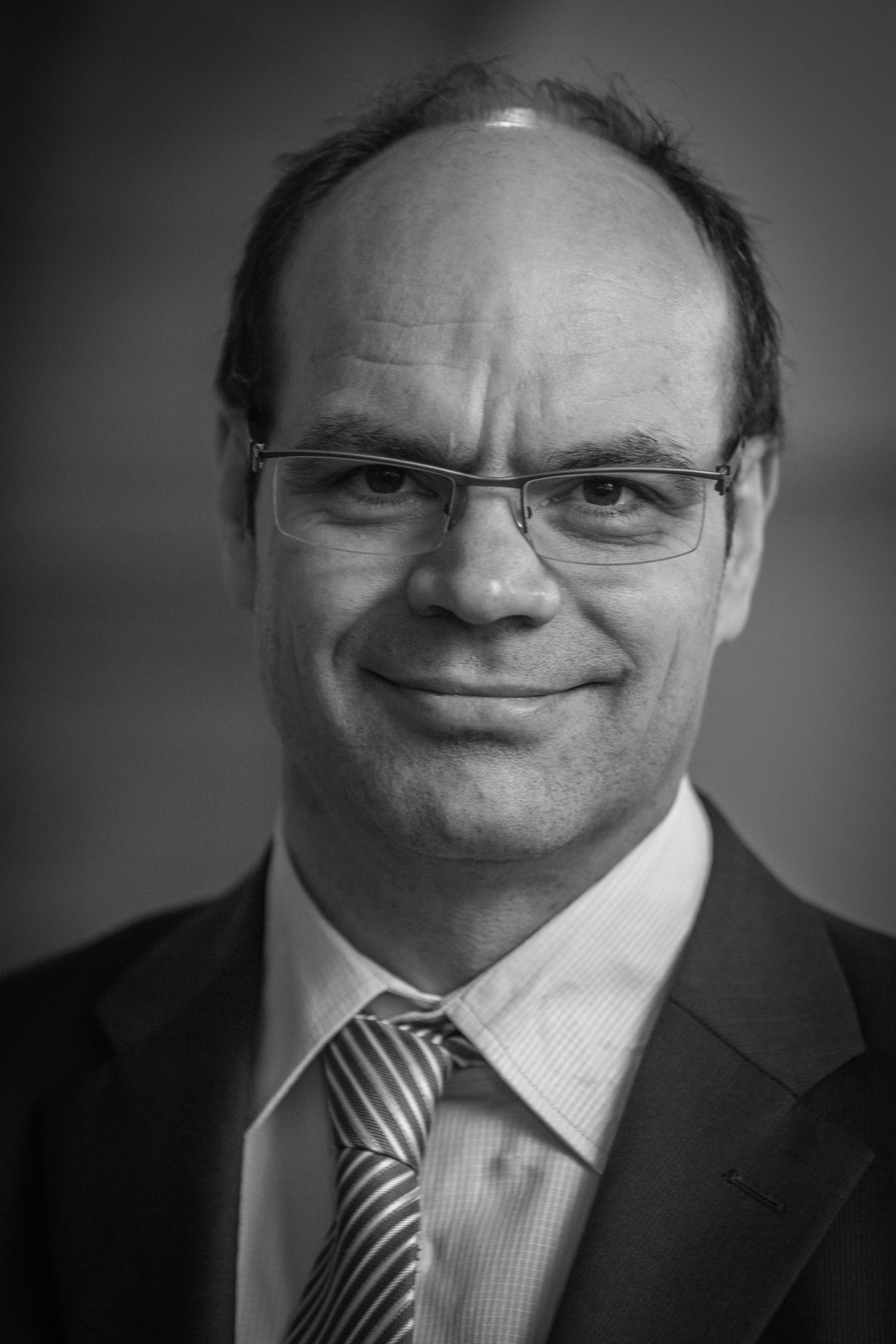
Christian Krieger, November 2013

Christian Krieger (* 12. Januar 1964) ist ein französischer reformierter Theologe. Seit 2022 ist er Präsident der Fédération protestante de France (FPF). Zudem war er von 2012 bis 2022 Präsident der Reformierten Kirche von Elsass und Lothringen (EPRAL) und von 2018 bis 2023 Präsident der Konferenz Europäischer Kirchen (KEK).

## Leben
Krieger wuchs im Pays de Hanau in einer lutherischen Familie auf. Nach dem Abitur in Buchsweiler begann er 1983 ein Studium am Missionsseminar in Hermannsburg. Ein anschließendes Theologiestudium an der Universität Straßburg schloss er 1989 mit dem Master of Theology ab. Anschließend arbeitete er als Lehrer in Straßburg und beteiligte sich an der von Matthieu Arnold geleiteten Edition der Briefe Martin Bucers sowie an weiteren Editionsprojekten.
Nach dem Vikariat in der Gemeinde von Saint-Pierre-le-Jeune in Straßburg 1994/95 wurde er im Herbst 1995 ordiniert und übernahm eine Pfarrstelle an der Église réformée du Bouclier in Straßburg. Diese Stelle hatte er inne, bis er im Jahr 2012 zum Präsidenten des Synodalrats der Reformierten Kirche von Elsass und Lothringen (EPRAL) und – damit verbunden – zum Vizepräsidenten der Union Protestantischer Kirchen von Elsass und Lothringen (UEPAL) gewählt wurde. Im Juni 2018 wurde er wiedergewählt.
Am 4. Juni 2018 wurde er in Novi Sad zum Präsidenten der Konferenz Europäischer Kirchen (KEK) (deren governing board er schon seit 2013 angehörte) gewählt. Seine Amtszeit endete mit der nächsten Vollversammlung der KEK im Juni 2023 in Tallinn, auf der Erzbischof Nikitas Loulias von Thyateira zu seinem Nachfolger gewählt wurde.
Seit 2015 (zuvor schon im Vorstand) war Krieger Vizepräsident der Fédération protestante de France (FPF). Für die FPF verfasste er gemeinsam mit Valérie Duval Poujol eine Studie zur Überwindung der Spannungen, die zwischen den klassischen protestantischen und den evangelikalen über die Frage der Segnung gleichgeschlechtlicher Paare entstanden waren. Auch die Erklärung der FPF zum Verhältnis zum Judentum Cette mémoire qui engage anlässlich des Reformationsjubiläums 2017 wurde von ihm verfasst. Im Oktober 2021 wurde er zum Präsidenten der FPF gewählt. Nach seinem Amtsantritt im Juli 2022 gab er sein Amt als Kirchenpräsident der EPRAL auf. Die Synode der EPRAL wählte im September 2022 Pierre Magne de la Croix zu seinem Nachfolger.
Zu seinen weiteren Ämtern auf regionaler, nationaler und internationaler Ebene gehören bzw. gehörten
- Mitgliedschaft im Conseil des Églises de Strasbourg
- Mitgliedschaft im Vorstand der Konferenz der Kirchen am Rhein
- Mitgliedschaft im Komitee der Communion protestante luthéro-réformée (CPLR)
- Ko-Präsidentschaft im Conseil d'Églises chrétiennes en France
- Ko-Präsidentschaft in der Groupe de Reuilly (zur Verwirklichung der durch das Abkommen von Reuilly erklärten Kirchengemeinschaft zwischen den evangelischen Kirchen Frankreichs und den anglikanischen Kirchen Großbritanniens und Irlands).

## Veröffentlichungen
- (mit Valérie Duval Pujol): Un nouvel élan pour la Fédération protestante de France. Olivétan, Lyon 2017.
- Luther et Calvin, filiations protestante. In: Les Protestants 500 ans après la Réforme, fidélité et liberté. Olivétan, Lyon 2017, S. 53–61.
- (im Auftrag der Fédération protestante de France): Cette mémoire qui engage. Déclaration fraternelle au judaïsme, Olivétan, Lyon 2017 (PDF-Datei).
- (mit Alice Faverot): Adélaïde Hautval, rester humain: 1906-1988. Première femme alsacienne Juste parmi les nations. Olivétan, Lyon 2019.

Als Herausgeber
- (mit Franck Muller): Martin Bucer et l’Europe. Catalogue de l’exposition à l’occasion du 500ème anniversaire du réformateur strasbourgeois Martin Bucer, Strasbourg – Eglise Saint Thomas, 13 juillet – 19 octobre 1991
- (mit Marc Lienhard: Martin Bucer and Sixteenth Century Europe. Actes du colloque de Strasbourg (28–31 août 1991). (= Studies in Medieval and Reformation Thought, vol. LII & LIII). Brill, Leiden u. a. 1993.
- (mit Jean Rott): Correspondance de Martin Bucer, tome III (1527–1529) (= Studies in Medieval and Reformation Thought, vol. LVI). Brill, Leiden u. a. 1995.
- (mit Jean-François Gilmont): Bibliotheca Calviniana. Les œuvres de Jean Calvin publiées au XVIe siècle, tome III, écrits théologiques, littéraires et juridiques de 1565 à 1600. Droz, Genève 2000.
- (mit Reinhold Friedrich, Matthieu Arnold et alii): Martin Bucer Briefwechsel, Band IV (Januar – September 1530) (= Studies in Medieval and Reformation Thought, vol. LXXVIII). Brill, Leiden u. a. 2000.
- (mit Reinhold Friedrich, Matthieu Arnold et alii): Martin Bucer Briefwechsel, Band V (September 1530 – Mai 1531), Studies in Medieval and Reformation Thought, vol. CI). Brill, Leiden u. a. 2004.
- (mit Matthieu Arnold): Chrétiens et Églises face au nazisme : entre adhésion et résistance. Actes de la journée de l’École Doctorale de Théologie et Sciences religieuses (Université Marc Bloch, Strasbourg) du 19 novembre 2004 (= Travaux de la Faculté de Théologie Protestante de Strasbourg n° 13). Strasbourg 2005.
- (mit Reinhold Friedrich, Matthieu Arnold et alii): Martin Bucer Briefwechsel, Band VI (Mai – Oktober 1531), (= Studies in Medieval and Reformation Thought, vol. CXX). Brill, Leiden u. a. 2006.
- (mit Annie Noblesse-Rocher): „Justice et grâce“ dans les Commentaires de l’épître aux Romains (= Travaux de la Faculté de Théologie Protestante de Strasbourg n° 10). Strasbourg 2008.
- (mit Reinhold Friedrich, Matthieu Arnold et alii): Martin Bucer Briefwechsel, Band VIII (April – August 1532). (= Studies in Medieval and Reformation Thought, vol. CLIII). Brill, Leiden u. a. 2011.
- (mit Reinhold Friedrich, Matthieu Arnold et alii): Martin Bucer Briefwechsel, Band IX (September 1532 – Juni 1533). (= Studies in Medieval and Reformation Thought, vol. CLXXIX). Brill, Leiden u. a. 2014.
- (mit Reinhold Friedrich, Matthieu Arnold et alii): Martin Bucer Briefwechsel, Band X (Juli 1533 – Dezember 1533). (= Studies in Medieval and Reformation Thought, vol. CCI). Brill, Leiden u. a. 2016.